# Bogdan Oleszek
Bogdan Marian Oleszek (ur. 12 grudnia 1948 w Warszawie) – polski samorządowiec i działacz związkowy, w latach 2001–2018 przewodniczący Rady Miasta Gdańska III, IV, V, VI i VII kadencji.

## Życiorys
Absolwent europeistyki w Ateneum – Szkole Wyższej w Gdańsku (2009). Pracę zawodową zaczynał w 1968 w Unimorze, od 1971 przez rok był technologiem w gdańskiej Państwowej Komunikacji Samochodowej. Od 1972 zawodowo związany ze Stocznią Gdańską. W latach 1997–2007 był dyrektorem administracyjnym, w 2007 wchodził w skład zarządu przedsiębiorstwa, później zatrudniony jako główny specjalista i następnie doradca zarządu.
W sierpniu 1980 uczestniczył w strajku w Stoczni Gdańskiej, został członkiem „Solidarności”, wchodził w skład prezydium związku w SG i w skład komisji zakładowej. Był również członkiem redakcji związkowego pisma „Rozwaga i Solidarność”. Po wprowadzeniu stanu wojennego działał w niejawnych strukturach NSZZ „S”.
W połowie lat 90. działał w Bezpartyjnym Bloku Wspierania Reform, w 1995 kierował wojewódzką kampanią prezydencką Lecha Wałęsy. Należał później do Ruchu Społecznego AWS, zaś w 2001 przeszedł do Platformy Obywatelskiej.
W 1998 po raz pierwszy wybrany na radnego Gdańska. Mandat ten utrzymywał w kolejnych wyborach w 2002, 2006, 2010, 2014, 2018 i 2024. 12 lipca 2001 został wybrany przewodniczącym rady miasta, funkcję tę pełnił do 2018.
W 2019 wystąpił z klubu radnych Koalicji Obywatelskiej, a następnie wstąpił do klubu radnych Wszystko dla Gdańska.

## Odznaczenia
- Złoty Krzyż Zasługi (2011)[9]
- Medal „Pro Memoria”[10]